# Felicity Huffman
Felicity Kendall Huffman (Bedford, 9 dicembre 1962) è un'attrice statunitense.

## Biografia
Ha sei sorelle e un fratello più grandi: Mariah, Betsy, Jane, Grace, Jessie e Isabel sono i nomi delle sorelle, mentre il fratello si chiama Moore. I loro genitori divorziarono quando Felicity aveva solo un anno. Cresciuta quasi solo dalla madre Ewing, ha rivelato di aver sofferto, quando aveva vent'anni circa, di anoressia nervosa e bulimia, e di esserne uscita solo grazie a una terapia. 
Ha incominciato la sua carriera di attrice negli anni novanta partecipando a film di successo tra cui Il mistero Von Bulow e Magnolia di Paul Thomas Anderson e alla serie televisiva Sports Night. Il successo arriva con il ruolo di Lynette Scavo nell'acclamata serie TV Desperate Housewives, ruolo da cui ottiene molti premi e nomination tra cui la vittoria di un Emmy Award e tre Screen Actors Guild.
Grazie alla sua interpretazione della donna transgender Bree Osbourne in Transamerica, ottiene la candidatura all'Oscar alla miglior attrice e si aggiudica il Golden Globe per la migliore attrice in un film drammatico, un Independent Spirit Award e un Satellite Award. Per i suoi ruoli da protagonista nella serie antologica American Crime (2015-2017) ha ricevuto il plauso della critica e la sua sesta e settima nomination ai Golden Globe.

### Procedimenti giudiziari
Nel marzo 2019 viene arrestata, insieme ad altre 50 persone, per corruzione e truffa, per aver pagato una mazzetta di 15 000 dollari al fine di assicurare alla figlia Sofia il conseguimento di un buon punteggio al test SAT che le avrebbe permesso il superamento dei severi esami di ingresso nelle prestigiose università statunitensi.
Il caso, partito dall'operazione dell'FBI Operation Varsity Blues, dal titolo dell'omonimo film del 1999, coinvolse anche la nota attrice Lori Loughlin nonché famosi manager, professionisti e conosciute personalità statunitensi, tra cui Gamal Aziz, ex-presidente di Wynn Resorts ed ex amministratore delegato di MGM Resorts International, Douglas M. Hodge, ex amministratore delegato di PIMCO, e interessò diverse importanti università: Georgetown, Stanford, Yale, USC, la Wake Forest University, UCLA, University of San Diego (USD),e Austin UT. In alcuni casi le mazzette sarebbero state mascherate da donazioni di beneficenza al college.
Huffman è stata successivamente rilasciata su cauzione. Tuttavia, il 13 settembre successivo è stata condannata a scontare una pena di 14 giorni di carcere, a cui si aggiunge anche un'ammenda di 30 000 dollari, un anno di libertà vigilata e 250 ore di servizi sociali.

## Vita privata

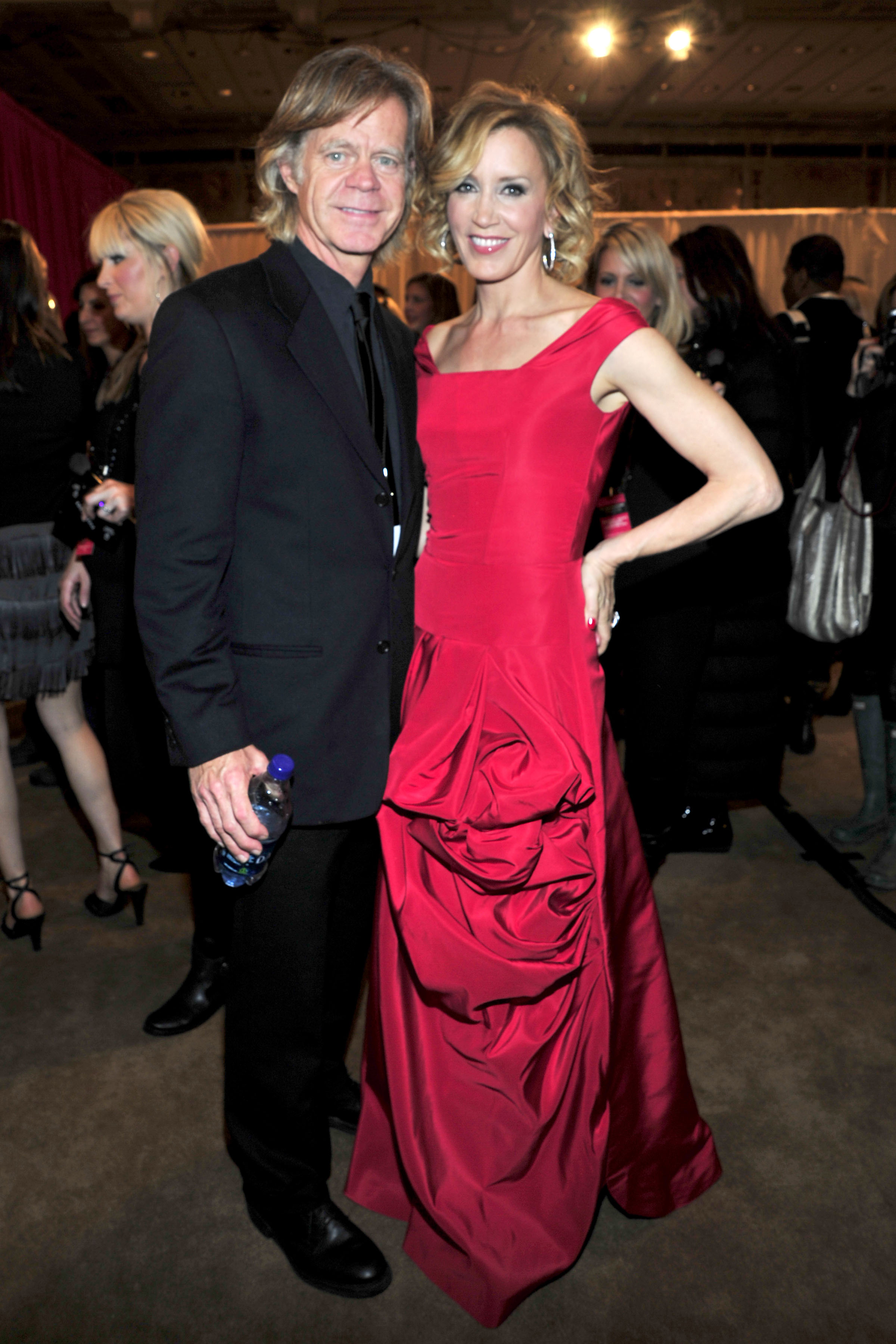
Felicity Huffman con il marito William H. Macy nel 2010

Dopo quindici anni di fidanzamento, il 6 settembre 1997 ha sposato l'attore William H. Macy, da cui ha avuto due figlie, Sofia Grace nel 2000 e Georgia Grace nel 2002.

## Filmografia

### Cinema
- Le cose cambiano (Things Change), regia di David Mamet (1988)
- Il mistero Von Bulow (Reversal of Fortune), regia di Barbet Schroeder (1990)
- Hackers, regia di Iain Softley (1995)
- La formula (The Spanish Prisoner), regia di David Mamet (1997)
- Magnolia, regia di Paul Thomas Anderson (1999)
- Snap Decision, regia di Alan Metzger (2001)
- Quando meno te lo aspetti (Raising Helen), regia di Garry Marshall (2004)
- Fuga dal Natale (Christmas with the Kranks), regia di Joe Roth (2004)
- Transamerica, regia di Duncan Tucker (2005)
- Donne, regole... e tanti guai! (Georgia Rule), regia di Garry Marshall (2007)
- Phoebe in Wonderland, regia di Daniel Barnz (2008)
- Trust Me, regia di Clark Gregg (2013)
- Ti lascio la mia canzone (Rudderless), regia di William H. Macy (2014)
- Big Game - Caccia al Presidente (Big Game), regia di Jalmari Helander (2014)
- Cake, regia di Daniel Barnz (2014)
- Krystal, regia di William H. Macy (2017)
- La vita dopo i figli (Otherhood), regia di Cindy Chupack (2019)

### Televisione
- Audience ad ogni costo (Lip Service) – film TV (1988)
- Golden Years – miniserie TV, 7 episodi (1991)
- Senza via d'uscita (Quicksand: No Escape) – film TV (1992)
- The Heart of Justice, regia di Bruno Barreto – film TV (1992)
- X-Files (The X-Files) – serie TV, episodio 1x08 (1993)
- Harrison - Il caso Shamrock (Harrison: Cry of the City) – film TV (1996)
- Ultime dal cielo (Early Edition) – serie TV, 1 episodio (1997)
- Chicago Hope – serie TV, 1 episodio (1997)
- Law & Order - I due volti della giustizia (Law & Order) – serie TV, 2 episodi (1992-1997)
- Sports Night – serie TV, 45 episodi (1998-2000)
- West Wing - Tutti gli uomini del Presidente (The West Wing) – serie TV, episodio 2x11 (2001)
- Il venditore dell'anno (Door to Door) – film TV (2002)
- Out of Order – miniserie TV, 6 episodi (2003)
- Kim Possible – serie TV, 2 episodi (2002-2003) - voce
- Frasier – serie TV, 6 episodi (2003)
- Reversible Errors - Falsa accusa (Reversible Errors) – film TV, regia di Mike Robe (2004)
- Desperate Housewives – serie TV, 181 episodi (2004-2012)
- Studio 60 on the Sunset Strip - serie TV, 1 episodio (2006)
- American Crime – serie TV, 29 episodi (2015-2017)
- Get Shorty – serie TV, 10 episodi (2018)
- When They See Us – miniserie TV (2019)
- The Good Doctor  - serie TV, 1 episodio (2023)
- Criminal Minds - serie TV, episodio 17×7

## Riconoscimenti
- Premi Oscar
  - 2006 – Candidatura alla miglior attrice protagonista per Transamerica

- Golden Globe
  - 2000 – Candidatura alla miglior attrice in una serie commedia o musicale per Sports Night
  - 2005 – Candidatura alla miglior attrice in una serie commedia o musicale per Desperate Housewives
  - 2006 – Migliore attrice in un film drammatico per Transamerica
  - 2006 – Candidature alla miglior attrice in una serie commedia o musicale per Desperate Housewives
  - 2007 – Candidatura alla miglior attrice in una serie commedia o musicale per Desperate Housewives
  - 2016 – Candidatura alla miglior attrice in una mini-serie o film per la televisione per American Crime
  - 2017 – Candidatura alla miglior attrice in una mini-serie o film per la televisione per American Crime

- Premio Emmy
  - 2005 – Miglior attrice protagonista in una serie commedia per Desperate Housewives
  - 2007 – Candidatura alla miglior attrice protagonista in una serie commedia per Desperate Housewives
  - 2015 – Candidatura alla miglior attrice protagonista in una miniserie o film per American Crime
  - 2016 – Candidatura alla miglior attrice protagonista in una miniserie o film per American Crime
  - 2017 – Candidatura alla miglior attrice protagonista in una miniserie o film per American Crime

- Screen Actors Guild Award
  - 2000 – Candidatura al miglior cast in una serie commedia per Sports Night
  - 2005 – Miglior cast in una serie commedia per Desperate Housewives
  - 2006 – Miglior cast in una serie commedia per Desperate Housewives
  - 2006 – Miglior attrice in una serie commedia per Desperate Housewives
  - 2006 – Candidatura alla miglior attrice protagonista per Transamerica
  - 2007 – Candidatura al miglior cast in una serie commedia per Desperate Housewives
  - 2007 – Candidatura alla miglior attrice in una serie commedia per Desperate Housewives
  - 2008 – Candidatura al miglior cast in una serie commedia per Desperate Housewives
  - 2009 – Candidatura al miglior cast in una serie commedia per Desperate Housewives
  - 2017 – Candidatura alla miglior attrice in una miniserie o film per la televisione per American Crime

## Doppiatrici italiane
Nelle versioni in italiano dei suoi lavori, Felicity Huffman è stata doppiata da:
- Roberta Paladini in Law & Order - I due volti della giustizia, Quando meno te lo aspetti, Desperate Housewives, Donne, regole... e tanti guai!, Big Game - Caccia al presidente, Cake, American Crime
- Claudia Razzi in Sports Night, La vita dopo i figli
- Maura Ragazzoni in Donne, regole... e tanti guai! (ridoppiaggio), Ti lascio la mia canzone
- Jasmine Laurenti in Gli anni d'oro
- Monica Gravina in X-Files
- Tiziana Avarista in Magnolia
- Angiola Baggi in Transamerica
- Anna Cesareni in Falsa accusa
- Roberta Pellini in Get Shorty
- Emanuela Rossi in The Good Doctor
- Alessandra Korompay in When They See Us
- Roberta Greganti in Criminal Minds: Evolution